# Nadhie den Dunnen
Nadhie den Dunnen (Hardinxveld, 22 mei 1991) is een Nederlands korfbalster. Zij speelde in de Korfbal League namens PKC. Tijdens haar carrière in de Korfbal League won ze ook 2 individuele prijzen ; in seizoen 2009-2010 won Den Dunnen de prijs van Beste Debutante en in 2012-2013 won ze de prijs van Beste Speelster onder 23 Jaar. Ook speelde Den Dunnen voor het Nederlands korfbalteam. In 2019 verruilde ze van club en sloot ze zich aan bij HKC.

## Spelerscarrière

### Begin
Den Dunnen begon met korfbal bij HKC. In 2006 stapte ze over naar het naburige PKC uit Papendrecht.

### PKC
In 2006 sloot Den Dunnen zich aan bij PKC, op 15-jarige leeftijd. Ze kwam in de A jeugd terecht.
In 2008 maakte Den Dunnen haar debuut in het eerste team, dat in de Korfbal League speelde.
Haar eerste seizoen in de hoofdmacht, seizoen 2008-2009 was een matig jaar voor PKC. In de zaal werd de ploeg 7e, waardoor het geen play-offs mocht spelen. Dit was de laagste seizoensnotering van de club in de Korfbal League. 
In seizoen 2009-2010 ging het beter met PKC. In de zaal werd de ploeg 4e en plaatste zich zo voor de play-offs. In de best-of-3 serie verloor PKC echter in 3 wedstrijden, waardoor het in Ahoy enkel de kleine finale kon spelen. In deze kleine finale verloor PKC van Fortuna. Iets later, in de veldcompetitie stond PKC in de kruisfinale tegen Koog Zaandijk. PKC behaalde sportieve wraak en won, waardoor het zich plaatste voor de veldfinale. In deze finale verloor PKC van het Amsterdamse Blauw-Wit.
In haar 3e seizoen, 2011-2012 was Ben Crum eindigde PKC  als 3e in de zaalseizoen en plaatste zich voor de play-offs. In de play-off serie won PKC in de best-of-3 in 2 wedstrijden van het Amsterdamse AKC Blauw-Wit, waardoor het zich plaatste voor de zaalfinale. In deze finale was de tegenstander Koog Zaandijk. Deze finale ging voor PKC verloren met 20-19.
Het volgende seizoen was 2012-2013. PKC eindigde in de zaal bovenaan en plaatste zich voor de play-offs. In de play-off serie werd gewonnen van Blauw-Wit en zodoende stond PKC voor het 2e jaar op rij in de zaalfinale. In deze finale was het Delftse Fortuna de tegenstander. De wedstrijd ging lang gelijk op totdat Mady Tims in de laatste minuut de beslissende 20-19 scoorde. Hierdoor was PKC Nederlands zaalkampioen. Iets later, in de veldcompetitie, stond PKC ook in de finale. In de finale verloor het wel Blauw-Wit met 25-22.
In januari 2014 speelde PKC, als Nederlands zaalkampioen, in de EuropaCup van 2014. De poulefase werd makkelijk gewonnen en PKC stond in de finale tegen het Belgische Boeckenberg. De finale was een waar spektakel, want binnen een paar minuten stond Boeckenberg aan leiding met 4-0. PKC knokte zich terug in de wedstrijd en uiteindelijk won PKC met 31-27. Hierdoor won PKC de Europacup.
In eigen competitie plaatste PKC zich als 2e voor de play-offs. In de play-offs werd gemakkelijk gewonnen van Fortuna, waardoor PKC wederom in de zaalfinale stond. De wedstrijd bleef lang spannend en in de laatste minuut stond het gelijk op 20-20. Met nog 24 seconden op de klok was het Daniel Harmzen die de winnende goal voor TOP maakten. PKC verloor de finale en prolongeerde zodoende niet de zaaltitel.
In het seizoen erna, 2014-2015 stond PKC voor het 4e jaar op rij in de zaalfinale. Net als het jaar ervoor was TOP de tegenstander. Ook deze finale bleef lang spannend. Ook nu stond het in de laatste minuut 20-20. In de laatste minuut ging het snel ; Laurens Leeuwenhoek maakte de 21-20 en kort daarna maakte Friso Boode de 21-21. Met nog 4 seconden op de klok scoorde Johannis Schot de winnende 22-21 binnen voor PKC. PKC won de zaaltitel terug. Iets later, in de veldcompetitie, speelden PKC en TOP ook de Nederlandse veldfinale. Dit maal won TOP. 
In seizoen 2015-2016 verloor PKC in de zaal geen wedstrijd en ging het als nummer 1 de play-offs in. In 2 wedstrijden won PKC van Koog Zaandijk in de play-offs, waardoor het ongeslagen naar de zaalfinale ging. Net als het jaar ervoor was TOP de tegenstander. De finale stond gelijk op 22-22 met nog 2 minuut op de klok, toen TOP ineens aanzette. Met goals van Rianne Echten en Mick Snel won TOP met 24-22. De veldtitel van 2016 ging wel naar PKC, daar waar het in de veldfinale TOP versloeg met 28-23. 
Seizoen 2016-2017 was een bewogen jaar voor PKC. Aan het begin van dit seizoen was er een coachingswissel. Zo was Ben Crum gestopt en was de Belgische Detlef Elewaut de nieuwe hoofdcoach van de ploeg.
In de korfbal league won PKC alle 18 competitiewedstrijden met een doelsaldo van + 148. Hierdoor ging PKC de play-offs in als onbetwiste titelfavoriet. In de play-offs speelde PKC tegen het als nummer 4 geplaatste Blauw-Wit. Wedstrijd 1 werd gewonnen door Blauw-Wit en de tweede door PKC. Hierdoor werd deze serie beslist in de 3e wedstrijd. In een spannende wedstrijd won Blauw-Wit met 27-26, waardoor PKC niet naar de finale ging. Iets later, in de veldcompetitie verloor PKC in de kruisfinale van LDODK, waardoor PKC ook niet in de veldfinale stond.
In Seizoen 2017-2018 was PKC in de zaal wederom erg dominant. Na 18 wedstrijden en 33 punten ging de ploeg als nummer 1 de play-offs in. Dit maal was Fortuna de tegenstander en ook dit maal won de nummer 4 van de nummer 1. Fortuna plaatste zich voor de zaalfinale en voor het tweede jaar op rij stond PKC na een sterk seizoen met lege handen. In de veldcompetitie plaatste PKC zich echter wel voor de finale, ook tegen Fortuna. In deze eindstrijd won PKC met 20-17, waardoor het alsnog de Nederlandse veldtitel won.
Een paar maanden later won PKC ook de Supercup, een wedstrijd tussen de Nederlandse en Belgische veldkampioen.
Seizoen 2018-2019 zou het laatste seizoen worden voor Den Dunnen bij PKC. Allereerst was nog een coachingswissel, want na 2 jaar Detlef Elewaut vond PKC een nieuwe hoofdcoach, namelijk Daniël Hulzebosch.  PKC had een sterk zaalseizoen en ging als 2e geplaatste de play-offs in. In de play-off serie won de ploeg van LDODK en zodoende stond PKC na 2 jaar afwezigheid weer in de zaalfinale. Fortuna won echter de zaalfinale met 21-19.  Iets later, in de veldcompetitie, verloor PKC de kruisfinale van DOS'46. Hierdoor eindigde de carrière van Den Dunnen bij PKC met lege handen.

### HKC
Na 12 jaar te hebben gespeeld bij PKC keerde Den Dunnen, samen met haar broer Danny den Dunnen terug naar HKC in 2019.
In haar eerste seizoen terug bij HKC, seizoen 2019-2020, speelde HKC in de Hoofdklasse, 1 niveau lager dan de Korfbal League.
Dit seizoen werd vanwege corona niet uitgespeeld.
In het seizoen erna, 2020-2021 werd er helemaal niet gekorfbald in de Hoofdklasse zaal, ook weer vanwege corona.
In seizoen 2021-2022 mocht de Hoofdklasse dan toch competitie spelen. Weliswaar in een andere opzet dan normaal ; nu in 4 poules in plaats van 2. 
HKC was ingedeeld in Poule BA.
HKC plaatste zich na de 6 competitiewedstrijden voor de play-offs. In de eerste play-off ronde won HKC in 2 wedstrijden van GKV, waardoor het zich plaatste voor de 2e play-off ronde. In deze ronde versloeg HKC concurrent DSC in 2 wedstrijden, waardoor HKC zich plaatste voor de finaleronde. In deze finaleronde was Unitas de tegenstander, een ploeg die uit dezelfde poule kwam als HKC. De finaleronde was 1 wedstrijd en Unitas won de wedstrijd met 18-15. Hierdoor plaatste Unitas zich direct voor de Korfbal League en zou HKC nog 1 kans krijgen op promotie, via play-downs.
In deze play-down serie moest HKC aantreden tegen KV Groen Geel in een best-of-3 serie. De eerste wedstrijd werd met 22-17 door HKC gewonnen, maar de volgende 2 wedstrijden werden door Groen Geel gewonnen. Hierdoor stond HKC na het seizoen alsnog met "lege handen" en promoveerde het niet. Gedurdende dit seizoen kreeg Den Dunnen te maken met een knieblessure.
In seizoen 2023-2024 speelde HKC zijn debuutseizoen in de Korfbal League. Zoals elke debutant had ook HKC een lastig seizoen en kwam het aan op detais. Uiteindelijk had HKC na 18 speelrondes 8 punten en stond hiermee op de 8e plek. Dit betekende directe handhaving voor de ploeg. Wel was dit het laatste seizoen van hoofdcoach Marrien Ekelmans die de ploeg op dit niveayu had weten te brengen. Nadhie den Dunnen zelf kwam weinig aan bod dit seizoen.

## Erelijst
- Korfbal League kampioen, 2x (2013, 2015)
- Ereklasse veldkorfbal kampioen, 2x (2016, 2018)
- Europacup kampioen, 2 × (2014, 2016)
- Supercup kampioen, 2 × (2017, 2019)

## Oranje
Den Dunnen speelde 28 officiële interlands namens het Nederlands korfbalteam in de periode 2011 t/m 2017.
Zij won goud op de volgende internationale toernooien:
- World Games 2017
- EK 2016
- WK 2015
- EK 2014
- World Games 2013
- WK 2011